# Matoller xerraire
El matoller xerraire (Bradypterus baboecala) és una espècie d'ocell de la família dels locustèl·lids (Locustellidae). Es troba als següents països de l'Àfrica central i austral: Angola, Botswana, República Democràtica del Congo, Eswatini, Etiòpia, Kenya, Malawi, Moçambic, Namíbia, Sud-àfrica, Tanzània, Zàmbia iZimbàbue. Habita les zones humides. El seu estat de conservació es considera de risc mínim.